# Amblyopinae
Sous-famille
Les Amblyopinae sont une sous-famille de la famille des Gobiidae, regroupant certaines espèces de poissons appelés Gobies.

## Liste des genres
- Amblyotrypauchen (monotypique)
- Brachyamblyopus (monotypique)
- Caragobius
- Ctenotrypauchen
- Gymnoamblyopus
- Karsten (monotypique)
- Odontamblyopus
- Pseudotrypauchen (monotypique)
- Taenioides
- Trypauchen
- Trypauchenichthys
- Trypauchenopsis

On peut aussi trouver le genre Leme dont les espèces sont quelquefois classées dans le genre Taenioides, le genre Nudagobioides classé dans Odontamblyopus et enfin le genre Nudagpbioides, classé dans Caragobius.
Selon World Register of Marine Species (14 aout 2025) :
- genre Amblyotrypauchen Hora, 1924
- genre Biendongella Prokofiev, 2015
- genre Brachyamblyopus Bleeker, 1874
- genre Caragobius Smith & Seale, 1906
- genre Ctenotrypauchen Steindachner, 1867
- genre Karsten Murdy, 2002
- genre Odontamblyopus Bleeker, 1874
- genre Paratrypauchen Murdy, 2008
- genre Pseudotrypauchen Hardenberg, 1931
- genre Sovvityazius Prokofiev, 2015
- genre Taenioides Lacepède, 1800
- genre Trypauchen Valenciennes, 1837
- genre Trypauchenichthys Bleeker, 1860